# (100596) Perrett
(100596) Perrett est un astéroïde de la ceinture principale.

## Description
(100596) Perrett est un astéroïde de la ceinture principale. Il fut découvert le 9 août 1997 à l'observatoire astrophysique du Dominion par David D. Balam. Il présente une orbite caractérisée par un demi-grand axe de 3,03 UA, une excentricité de 0,19 et une inclinaison de 10,4° par rapport à l'écliptique.

## Compléments